# SCENIHR
Lo SCENIHR (Scientific Committee on Emerging and Newly Identified Health Risks, anche CSRSEN in francese) è un comitato scientifico facente capo alla direzione generale per la sanità e protezione dei consumatori della Commissione europea. Si occupa della valutazione dei nuovi e futuri rischi per la salute, quali ad esempio nanoparticelle, campi elettromagnetici ecc.